# Čitluk, Mali Zvornik
Čitluk (izvirno srbsko Читлук) je naselje v Srbiji, ki upravno spada pod Občino Mali Zvornik; slednja pa je del Mačvanskega upravnega okraja.

## Demografija
V naselju, katerega izvirno (srbsko-cirilično) ime je Читлук, živi 182 polnoletnih prebivalcev, pri čemer je njihova povprečna starost 37,9 let (35,3 pri moških in 40,7 pri ženskah). Naselje ima 95 gospodinjstev, pri čemer je povprečno število članov na gospodinjstvo 2,51.
To naselje je popolnoma srbsko (glede na rezultate popisa iz leta 2002), a v času zadnjih treh popisov je opazno zmanjšanje števila prebivalcev.
|  |

| Demografija | Demografija     | Demografija     |
| Leto        | Št. prebivalcev | Št. prebivalcev |
| ----------- | --------------- | --------------- |
|             |                 |                 |
|             |                 |                 |
|             |                 |                 |
|             |                 |                 |
| 1948        | 371             |                 |
| 1953        | 412             |                 |
| 1961        | 370             |                 |
| 1971        | 333             |                 |
| 1981        | 285             |                 |
| 1991        | 277             | 276             |
| 2002        | 241             | 238             |
|             |                 |                 |

| Etnična sestava po popisu iz leta 2002 | Etnična sestava po popisu iz leta 2002 | Etnična sestava po popisu iz leta 2002 | Etnična sestava po popisu iz leta 2002 | Etnična sestava po popisu iz leta 2002 |
| -------------------------------------- | -------------------------------------- | -------------------------------------- | -------------------------------------- | -------------------------------------- |
| Srbi                                   | Srbi                                   |                                        | 238                                    | 100,0%                                 |
| Neznano                                | Neznano                                |                                        | 0                                      | 0,0%                                   |